# Experiment d'Ørsted

Animació de l'experiment d'Oersted. En tancar-se el circuit un corrent circula del pol positiu al negatiu de la bateria originant un camp magnètic que desvia l'agulla.

L'experiment d'Ørsted és un important experiment que realitzà el 1820 el físic danès Hans Christian Ørsted (1777-1851) en el qual aconseguí que una agulla magnètica d'una brúixola, sensible als camps magnètics, es desviés en passar un corrent elèctric per un conductor paral·lel a l'esmentada agulla magnètica, la qual cosa significava que els corrents elèctrics són fonts de camps magnètics igual com ho són els imants. Per altra banda fou el primer cop en la història de la física que aparegueren forces perpendiculars a la direcció que unia els cossos que interaccionaven (conductor i agulla magnètica), contràriament al que passa amb les forces gravitatòries, les electroestàtiques i les magnètiques dels imants que actuen en la mateixa direcció. Per aquest fet fou un dels experiments que conduí als físics a abandonar la visió mecanicista de la naturalesa. Aquest experiment constituí l'inici d'una nova branca de la física, l'electromagnetisme.

## Antecedents
A finals del segle xviii els científics havien acumulat un important bagatge experimental sobre els fenòmens elèctrics i magnètics. Charles-Augustin de Coulomb (1736-1806) havia descobert la llei de la inversa del quadrat de la força elèctrica o llei de Coulomb mitjançant una balança de torsió; els experiments sobre electricitat de Benjamin Franklin (1796-1790) eren ben coneguts: descobrí el poder de les puntes metàl·liques, enuncià el principi de la conservació de l'electricitat, descobrí la natura elèctrica dels llampecs i inventà el parallamps; Luigi Galvani (1737-1798) havia trobat, però explicà incorrectament com electricitat animal, que metalls diferents produeixen efectes elèctrics per contacte; i Alessandro Volta (1745-1827), a finals del segle, explicà correctament els experiments de Galvani i inventà la cel·la voltaica o pila. El 1800 el científic francès André-Marie Ampère (1775-1836) presentà a l'Acadèmia de Lió una memòria on donava suport a la idea de trobar una teoria que unifiqués les diverses parts de la física, en especial l'electricitat i el magnetisme, basant-se en les semblances que havia observat entre el fluid elèctric i el fluid magnètic.
A principis del segle xix aparegué en escena un físic danès, Hans Christian Ørsted, professor de física a la Universitat de Copenhaguen. Ørsted, segons relatà ell mateix, tenia la convicció metafísica de la unitat de totes les forces de la naturalesa, que ell deduïa dels "filòsofs de la natura" alemanys, en particular de Friedrich Schelling. Malgrat que la filosofia natural es caracteritzà, generalment, per l'especulació mística i antimatemàtica, poc beneficiosa per a la ciència, en aquest cas estimulà Ørsted en la recerca de la unificació de les forces elèctriques i magnètiques.

## L'experiment
El 21 d'abril de 1820 Ørsted preparà un experiment per explicar les semblances entre l'electricitat i el magnetisme dintre del seu curs 1819-1820 sobre electricitat (electroestàtica), galvanisme (corrent elèctric) i magnetisme (imants) que impartia a la Universitat de Copenhaguen. L'objectiu era fer passar un corrent elèctric, generat per una bateria que emprava a les seves classes, per un filferro prim de platí situat damunt d'una brúixola, la qual agulla magnètica estava coberta per un vidre. Com que no tingué temps de preparar l'experiment optà per deixar-lo per més endavant. Tanmateix durant la classe canvià d'idea i s'arriscà a dur-lo a la pràctica. Observà que quan feia passar el corrent elèctric l'agulla magnètica sofria una petita pertorbació malgrat no estar en contacte amb el filferro de platí. L'efecte fou feble i irregular i no causà massa expectació entre els alumnes.
Ørsted quedà intrigat i pensà que havia de repetir l'experiment amb millors condicions. Hagué d'esperar fins al juliol de 1820. Durant les tres primeres setmanes i, especialment, el 15 de juliol de 1820, realitzà una sèrie d'uns seixanta experiments, que li permeteren arribar a conclusions fermes.

### El muntatge experimental

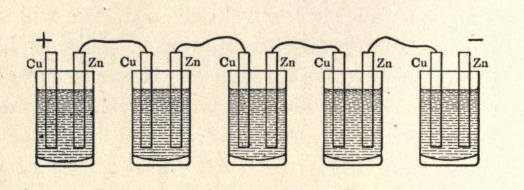
Bateria de cinc cel·les galvàniques. Oersted n'emprà 20 als seus primers experiments.

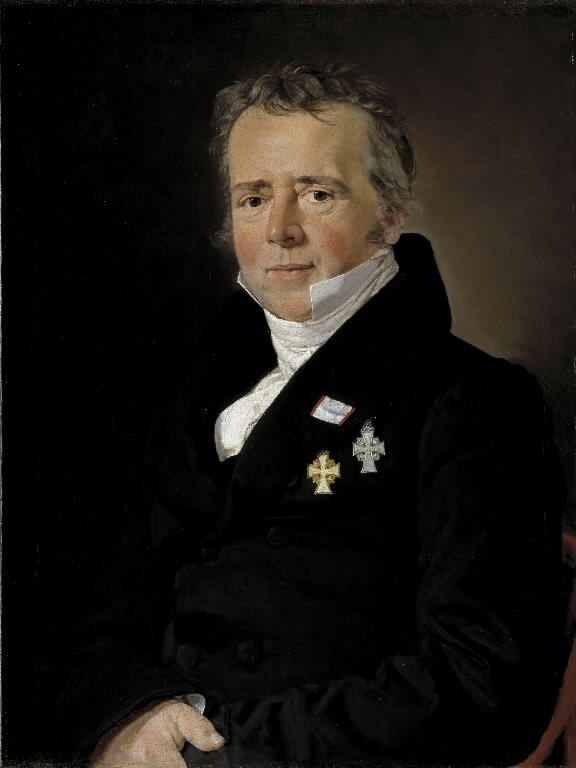
Retrat d'Ørsted per C.A. Jensen

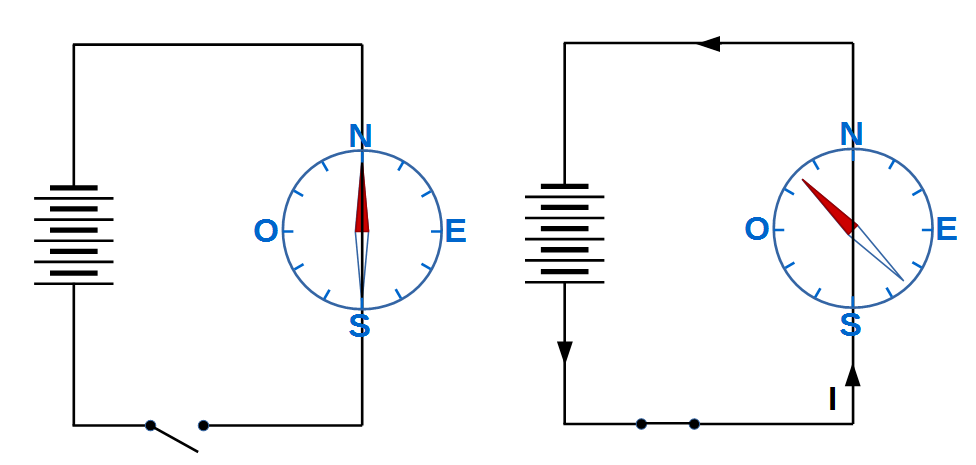
Una bateria elèctrica proporciona un corrent elèctric d'intensitat I que circula per un conductor en direcció sud-nord just damunt una brúixola, la qual agulla es desvia cap al nord-oest.

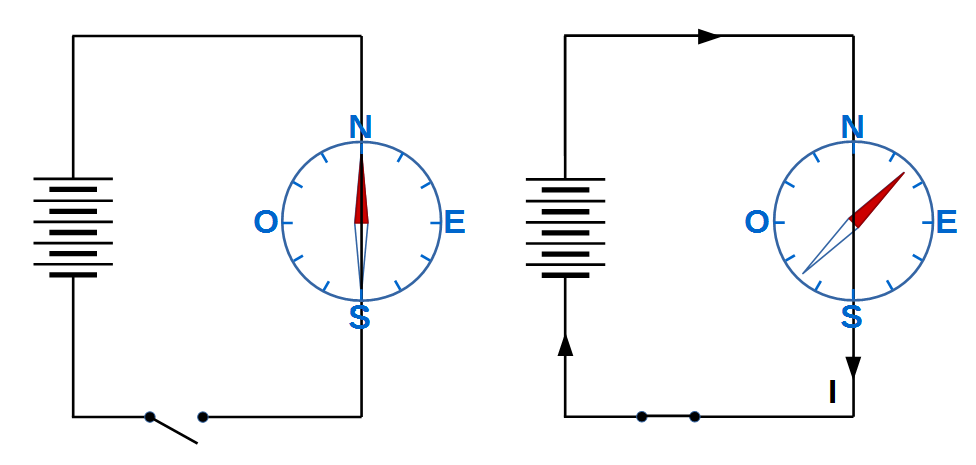
Si el corrent elèctric I circula en sentit nord-sud just damunt la brúixola, la seva agulla es desvia ara cap al nord-est.

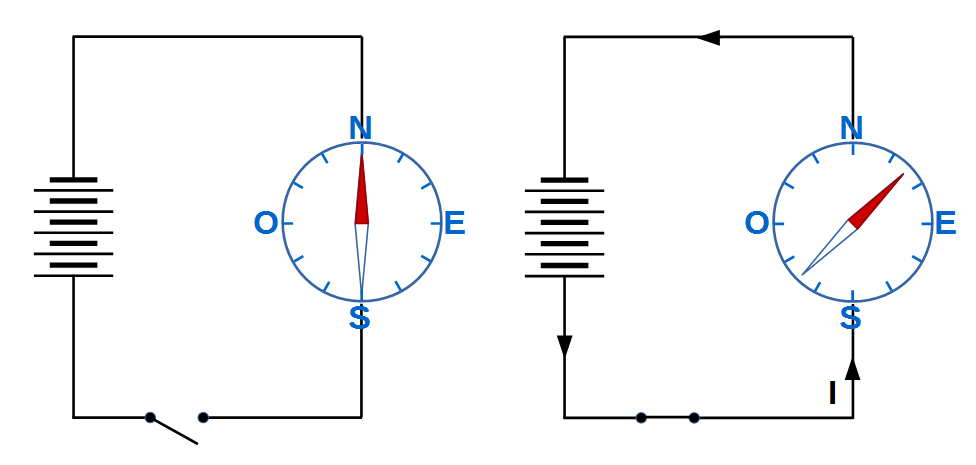
Si la intensitat I circula en sentit sud-nord, però per sota de la brúixola, l'agulla magnètica es desvia cap al nord-est.

Per a realitzar l'experiment Ørsted preparà una bateria elèctrica que havia construït el 1817 amb el mineralogista Lauritz Esmarch (1765-1842), la qual proporcionava una força electromotriu més alta que l'emprada a les demostracions amb els alumnes, més intensitat de corrent i durant més temps. Estava formada per 20 cubetes de coure de 12 polzades (30,5 cm) de llarg i alt, i només 2,5 polzades (6,4 cm) d'ample, que constituïen el pol positiu (+). Cada cubeta comptava amb dues plaques de coure encorbades de forma que poguessin subjectar la barra de coure que sostenia la placa de zinc que se submergia dins la dissolució àcida de la següent cubeta i que constituïa el pol negatiu (-). La dissolució era una dissolució aquosa d'àcid sulfúric i àcid nítric, de concentracions 1,7% en massa cadascun. La superfície de la placa de zinc submergida corresponia a un quadrat d'unes 10 polzades (25,4 cm) d'ample. La intensitat generada per aquesta pila galvànica podia escalfar un filferro fins a posar-lo vermell. Sembla que aquesta bateria tenia les cubetes disposades en serie i proporcionava una força electromotriu entre 15 i 20 V.
Ørsted preparà un circuit elèctric obert amb un filferro que situà paral·lelament a una agulla magnètica, alineada en direcció Sud-Nord segons el camp magnètic de la Terra. I els extrems del filferro els connectà als pols oposats de la bateria elèctrica. Quan tancà el circuit observà que l'agulla es movia, oscil·lava un poc i, finalment, quedava orientada amb un cert angle respecte de la direcció del conductor.
Ørsted experimentà amb sentits oposats del corrent elèctric; amb diferents disposicions del conductor: per damunt l'agulla, per davall, a un costat i a l'altre; amb diferents distàncies conductor-agulla; interposant diferents materials entre conductor i agulla; emprant filferros de diferents metalls, etc.

### Les conclusions

Les línies de camp magnètic formen cercles en els plans perpendiculars del conductor elèctric

Les conclusions més importants a les que arribà amb els seus primers experiments foren:
- Sense corrent elèctric no hi ha cap desviació de l'agulla magnètica.
- El corrent elèctric exerceix una força sobre l'agulla magnètica desviant-la en un pla paral·lel a la direcció del conductor.
- La intensitat de la força que desvia l'agulla magnètica depèn de la intensitat del corrent elèctric, del seu sentit i de la distància imant-agulla.
- L'acció de la força no depèn de la presència de substàncies (vidre, metalls, fusta, aigua, resina, gres, pedres) entre el conductor (fils de platí, or, plata, llautó, ferro, cintes de plom o estany o masses de mercuri) i l'agulla magnètica.
- Un circuit pla atreu o repel·leix els pols d'una agulla magnètica.
- Els efectes del corrent elèctric no es limiten al mateix conductor, sinó que es transmeten al medi que el rodeja, aparentment mitjançant cercles situats en plans perpendiculars al conductor.[7]

Ørsted continuà experimentant i en un segon informe, publicat al mateix volum del Journal für Chemie und Physik on publicà el primer article, proporcionà més conclusions:
- La força exercida pel conductor sobre l'agulla magnètica depèn de la intensitat del corrent i no pas de la tensió elèctrica.
- Si se substitueix l'agulla magnètica per un imant fix i el conductor elèctric se suspèn de manera que pugui girar, s'observa l'efecte recíproc o de reacció.
- S'estableix clarament que el conductor té un pol nord i un pol sud de la mateixa manera que un imant.

## Repercussions

Interacció entre corrents elèctrics descoberta per Ampère el 1820

Els resultats del seu descobriment foren redactats en un article en llatí i enviat a les més destacades revistes científiques europees el 1820. Algunes revistes publicaren l'article original en llatí i d'altres el traduïren, ja que pocs científics d'aquells anys dominaven encara el llatí. Així fou traduït al francès com Expériences sur l'effet du conflit electrique sur l'aiguille aimantée, i publicat als Annales de chimie et physique, dirigits per François Aragó (1786-1853), l'agost del 1820. El mateix Aragó, que havia presenciat durant l'estiu l'experiment realitzat en un laboratori de Ginebra per part d'Auguste De la Rive, repetí l'experiència davant els membres de l'Académie des Sciences l'11 de setembre següent i, dues setmanes més tard, el 18 i el 25 de setembre, André Marie Ampère (1775-1836) presentà dues memòries en les quals posava de manifest la relació teòrica entre l'electricitat i el magnetisme, que constitueix la base de l'electromagnetisme que completà en els anys següents. En la primera presentà el descobriment de les forces d'atracció o de repulsió que es produeixen entre dos fils paral·lels que condueixen cadascun corrents elèctrics. Atracció en cas de corrents en el mateix sentit i repulsió en cas de corrents en sentits oposats. També realitzà la hipòtesi que els imants estan constituïts per un conjunt de petits corrents elèctrics que són els qui generen el camp magnètic.

### Explicació

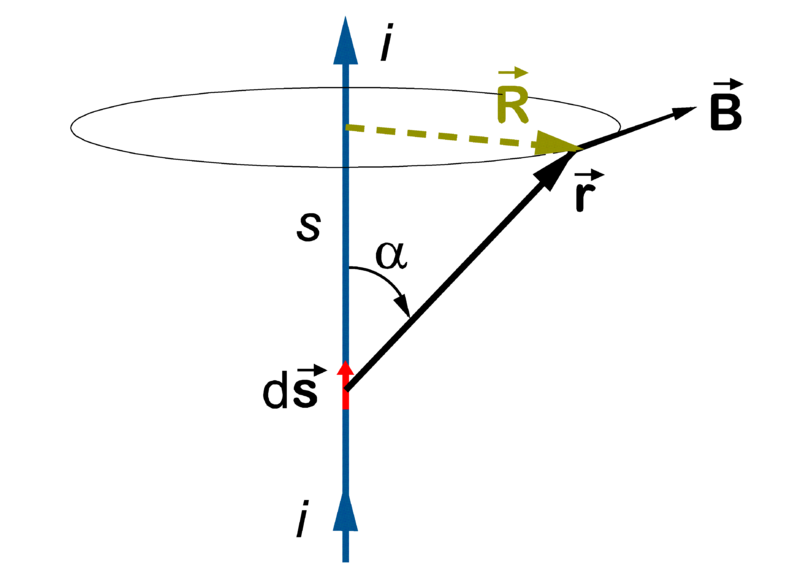
Esquema dels elements de la llei de Biot-Savart

El mateix 1820 dos físics francesos Jean-Baptiste Biot (1774-1862) i Félix Savart (1791-1841) realitzaren un estudi experimental de la interacció descoberta per Ørsted i descobriren que un corrent elèctric, {\displaystyle I}, que circula per un conductor rectilini indefinit produeix un camp magnètic, {\displaystyle {\vec {B}}}, a una distància determinada pel vector {\textstyle {\vec {R}}} mesurada perpendicularment al conductor, que es pot calcular mitjançant l'expressió coneguda com a llei de Biot-Savart, deduïda per Pierre Simon de Laplace (1749-1827) a partir dels resultats de Biot i Savart:
on
- {\displaystyle d{\vec {B}}} representa un element diferencial d'intensitat de camp magnètic, contribució de l'element diferencial {\displaystyle Id{\vec {s}}}.
- {\displaystyle Id{\vec {s}}} és el producte de la intensitat del corrent per un element diferencial de longitud del conductor elèctric.
- {\displaystyle {\vec {r}}} representa el vector que uneix l'element {\displaystyle Id{\vec {s}}} sobre el conductor i del punt on es calcula el camp magnètic {\displaystyle {\vec {B}}}.
- {\displaystyle Id{\vec {l}}\times {\vec {r}}} és el producte vectorial entre els vectors {\displaystyle Id{\vec {l}}} i {\displaystyle {\vec {r}}}
- {\displaystyle \mu _{0}} és la constant anomenada permeabilitat magnètica del buit que té un valor de 4π·10−7 N/A².

Anys més tard, el 1865, el físic escocès, James Clerk Maxwell (1831-1879) arribà a una expressió que sovint s'anomena llei d'Ampère però que no la formulà aquest, molt útil quan es tracta de calcular intensitats de camps magnètics en situacions de molta simetria:
on:
- {\displaystyle \oint _{\tau }} representa la integral curvilínia sobre una corba tancada {\displaystyle \tau },
- {\displaystyle {\vec {B}}} és la inducció magnètica,
- {\displaystyle d{\vec {l}}} és l'element infinitesimal de desplaçament al llarg de la corba {\displaystyle \tau },
- {\displaystyle \mu _{0}} és la constant de permeabilitat magnètica del buit
- {\displaystyle \sum I} és la suma algebraica de les intensitats elèctriques dels corrents dintre de la corba tancada {\displaystyle \tau }.

En el cas del fil rectilini, amb només un conductor amb intensitat {\textstyle I}, el càlcul és molt simple. Si hom agafa com a corba un cercle de radi {\displaystyle R} amb centre al conductor i en un pla perpendicular, el mòdul del camp magnètic {\displaystyle \left|{\vec {B}}\right|} és constant per simetria; la integral queda reduïda, doncs, a la longitud de la circumferència,{\displaystyle 2\pi R}; i aïllant s'arriba:
{\displaystyle \oint _{\tau }{\vec {B}}\cdot \mathrm {d} {\vec {l}}=\left|{\vec {B}}\right|\oint _{\tau }\mathrm {d} {\vec {l}}=\left|{\vec {B}}\right|2\pi R=\mu _{0}\cdot I}{\displaystyle \left|{\vec {B}}\right|={\frac {\mu _{0}I}{2\pi R}}}
i el sentit és perpendicular al conductor i al radi {\displaystyle R}. D'aquesta manera la brúixola d'Ørsted hauria d'orientar-se perpendicularment al conductor, això és apuntant a l'oest o a l'est. El fet de només desviar-se un cert angle, a l'experiment original es desviava 45°, s'explica perquè també hom ha de considerar el camp magnètic de la Terra que obliga l'agulla magnètica a alinear-se paral·lelament al conductor. L'acció conjunta d'aquests dos camps magnètics, el del conductor i el de la Terra, fan que l'agulla magnètica quedi en una posició entre les dues direccions dels camps magnètics. A major intensitat del camp magnètic creat pel corrent elèctric major serà la desviació respecte de la direcció del conductor.